# Nick Scotti
Domenico Nicola Aniello Scotti es un actor, modelo y cantante estadounidense.

## Vida y carrera
Scotti dejó la escuela secundaria para viajar por el mundo en busca de una carrera como modelo, y se mudó a Japón a los 17 años y a Francia a los 19. En el proceso, se convirtió en un modelo masculino popular. Apareció en la portada de Newsweek en junio de 1996 con un título que decía "Biología de la belleza".
Su álbum debut homónimo, lanzado en 1993 en Reprise Records, contiene dos canciones que alcanzaron la lista Billboard Hot Dance Club Play. El primero, "Wake Up Everybody", era una versión de una exitosa canción de Harold Melvin & the Blue Notes de 1976. Alcanzó el puesto número 9 en la lista Club Play en mayo de ese año y permaneció en la lista durante once semanas. El sencillo siguiente, "Get Over", fue escrito por Madonna y Stephen Bray y producido por Madonna y Shep Pettibone. "Get Over" alcanzó el puesto 33 en la lista Club Play.
De 1996 a 1999, Scotti tuvo un papel contractual en la telenovela de CBS The Young and the Restless, donde interpretó a un mecánico de automóviles llamado Tony Viscardi. En 1997, protagonizó la película independiente Kiss Me, Guido, dirigida por Tony Vitale. Por su papel en la película, recibió un Premio Leonardo da Vinci de la Beaux Arts Society, Inc. en la categoría de Actor, Actuación Debut (Película) en 1997. Otros créditos cinematográficos incluyen Bullet (1996) y Detroit Rock City (1999).
Scotti apareció en episodios de los programas de televisión Sex and The City y Tracey Takes On.... En 2004, presentó un programa de cocina, moda y estilo de vida en Style Network titulado New York Nick.

## Filmografía
- 2006: The Last Request - Tom
- 2005: Perception - Jason
- 2002: Sex and the City (serie de televisión) - Joe, Chico del Worldwide Express
- 1999: Detroit Rock City - Kenny
- 1996: The Young and the Restless (serie de televisión) - Tony Viscardi (1996–1999)[4]
- 1998: Tracey Takes On... (serie de televisión) - Johnno (1998)
- 1997: Kiss Me, Guido - Frankie
- 1996: Bullet - Philly